# Cianciana
Cianciana es una comuna siciliana, en la provincia de Agrigento. 

## Evolución demográfica

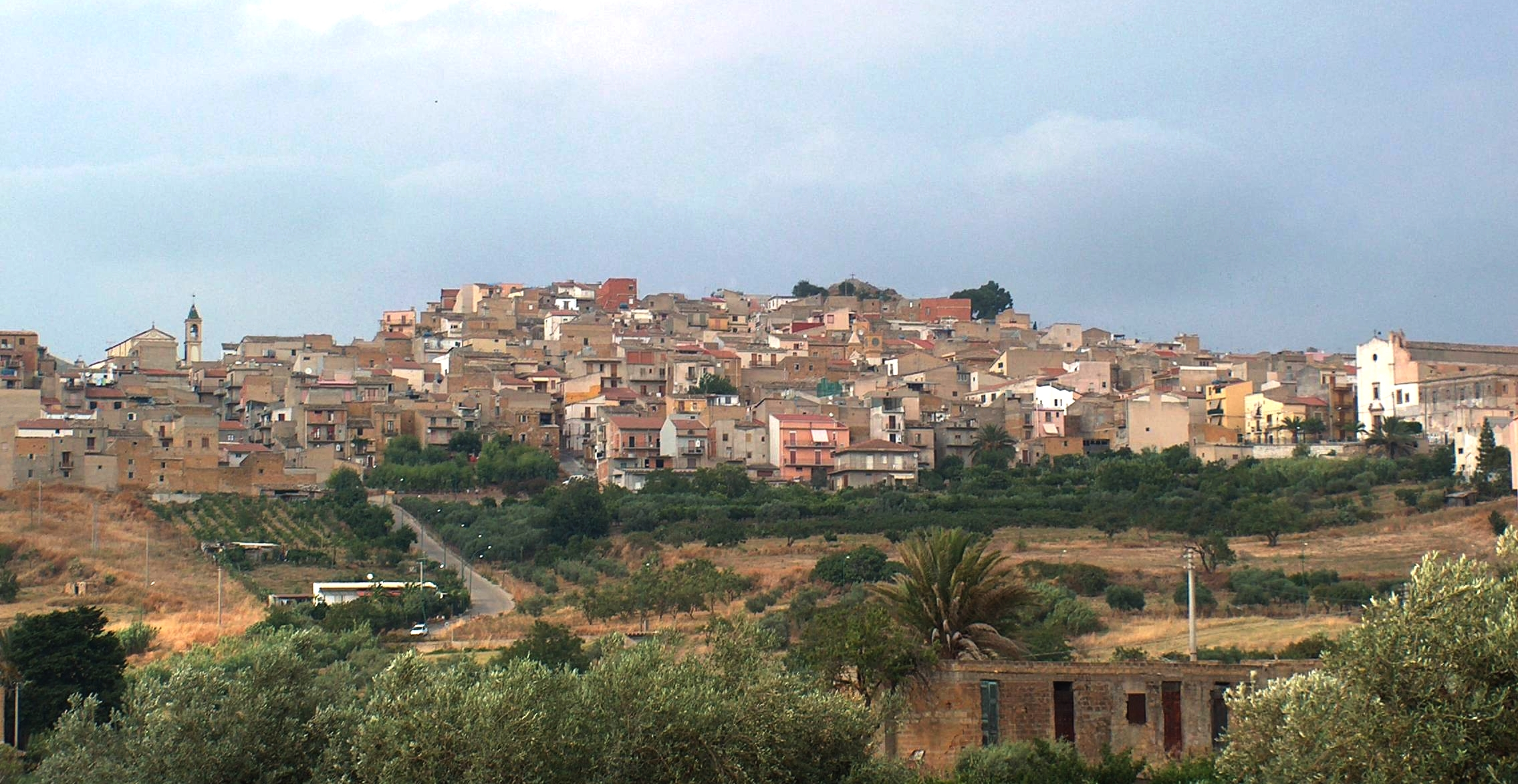

| Gráfica de evolución demográfica de Cianciana entre 1861 y 2001 |
|                                                                 |
| Fuente ISTAT - elaboración gráfica de Wikipedia                 |

- Datos: Q431492
- Multimedia: Cianciana / Q431492

1. ↑  Worldpostalcodes.org, código postal n.º 92012.
2. ↑  «Codici Catastali». Comuni-italiani.it (en italiano). Consultado el 29 de abril de 2017.